# Вариации на тему Паганини

Вариации на тему Паганини (нем. Variationen über ein Thema von Paganini) — произведение Иоганнеса Брамса для фортепиано соло. Написано в 1862—1863 гг., впервые исполнено автором 25 ноября 1865 г. в Цюрихе. Сочинение Брамса представляет собой вариации на тему Каприса № 24 ля минор Николо Паганини и состоит из двух тетрадей, по 14 вариаций в каждой; большинство вариаций выдержаны в исходной тональности, лишь в четырёх вариациях из 28 тональность модулирует в ля мажор. Обычно все вариации исполняются как единое целое (при этом исходная тема в начале второй тетради вариаций опускается), хотя иногда играются и отдельные пьесы из цикла — традицию исполнять некоторые вариации по собственному выбору заложила ещё Клара Шуман.
Выбор знаменитого 24-го каприса в качестве темы был, как считается, жестом Брамса в полемике с предшественниками: с одной стороны, с Робертом Шуманом, осуществившим фортепианное переложение каприсов Паганини, но без этого конкретного каприса, с другой — с Францем Листом, который переложил для фортепиано именно этот каприс — при совершенно иной трактовке исходного материала. Считается, что при работе над вариациями Брамс постоянно консультировался с пианистом-виртуозом Карлом Таузигом. Вариации представляют значительную техническую сложность.
Записи Вариаций на тему Паганини оставили многие выдающиеся пианисты, в том числе Эгон Петри, Вильгельм Бакхауз, Геза Анда, Клаудио Аррау, Артуро Бенедетти Микеланджели, Святослав Рихтер, Эмиль Гилельс, Уильям Кейпелл, Евгений Кисин, Юджа Вонг.
Произведения с таким же названием есть также у некоторых других композиторов, в том числе у Бориса Блахера (для оркестра), Витольда Лютославского (для двух фортепиано), Мориса Аллара (для фагота).

## Джеймс Ханекеро Вариациях
Брамс берёт у Паганини простой мотив — незатейливый скрипичный мотивчик — и подбрасывает в воздух, словно мяч, и пока тот ввинчивается в небо по спирали и купается в лазури, он мыслит, и эта мысль соткана с волшебным изяществом. Золотые тенёта с алмазными пауками, и плещущее вокруг огромное круглое солнце, и вот уже погружение в самые недра небосвода, и рокот, и подземный гул, — а бедняга Паганини всего лишь палимпсест для чудовищного гамбургского старца, над чьей трубкой вьётся дымок музыкальной метафизики, чей взор устремлён в незыблемость кантовских категорий. Эти дьявольские вариации, последнее слово в фортепианной технике, представляют ещё и грандиозную духовную сложность. Чтобы играть их — нужны стальные пальцы, полное кипящей лавы сердце и львиная отвага.